# Карл Теодор Роберт Лютер
Карл Теодор Роберт Лютер (нім. Karl Theodor Robert Luther, 16 квітня 1822, Свідниця — 15 лютого 1900, Дюссельдорф) — німецький астроном, відомий відкриттями астероїдів. Вивчав планети, комети, змінні зорі.

## Біографія
| 17 Фетіда     | 17 квітня 1852    |
| 26 Прозерпіна | 5 травня 1853     |
| 28 Беллона    | 1 березня 1854    |
| 35 Левкотея   | 19 квітня 1855    |
| 37 Фідес      | 5 жовтня 1855     |
| 47 Аглая      | 15 вересня 1857   |
| 53 Каліпсо    | 4 квітня 1858     |
| 57 Мнемосіна  | 22 вересня 1859   |
| 58 Конкордія  | 24 березня 1860   |
| 68 Лето       | 29 квітня 1861    |
| 71 Ніоба      | 13 серпня 1861    |
| 78 Діана      | 15 березня 1863   |
| 82 Алкмена    | 27 листопада 1864 |
| 84 Кліо       | 25 серпня 1865    |
| 90 Антіопа    | 1 жовтня 1866     |
| 95 Аретуса    | 23 листопада 1867 |
| 108 Гекаба    | 2 квітня 1869     |
| 113 Амальтея  | 12 березня 1871   |
| 118 Пейто     | 15 березня 1872   |
| 134 Софросюне | 27 вересня 1873   |
| 241 Германія  | 12 вересня 1884   |
| 247 Евкрат    | 14 березня 1885   |
| 258 Тіхе      | 4 травня 1886     |
| 288 Главка    | 20 лютого 1890    |

З 1841 року Лютер навчався в Бреслау і Берліні філософії, математики та астрономії. У 1848 році він отримав роботу в Берлінській обсерваторії, а з 1851 року призначений директором обсерваторії в Дюссельдорфі.
У період з 1852 по 1873 роки Роберт Лютер відкрив 24 астероїда, в тому числі 90 Антіопа, відомий сьогодні як подвійний астероїд, і 288 Главка, що дуже повільно обертається.
На честь астронома названий астероїд 1303 Лютера.